# Carl Nassib
(en) Statistiques sur pro-football-reference
Carl Paul Nassib, né le 12 avril 1993 à West Chester, est un joueur américain de football américain qui évolue au poste de defensive end.
Il est sélectionné par les Browns de Cleveland au troisième tour de la draft 2016 de la National Football League (NFL). Il joue pour cette franchise jusqu'à son départ pour les Buccaneers de Tampa Bay en 2018. Il est désormais joueur des Raiders de Las Vegas.
En 2021, Nassib est devenu le premier joueur actif de la NFL à se déclarer homosexuel.

## Biographie

### Carrière universitaire
Étudiant à l'université d'État de Pennsylvanie, il a joué pour les Nittany Lions de Penn State. Il rejoint l'équipe en 2011, mais ne joue pas les deux premières saisons. La saison 2015 de Nassib est couronée de succès, en remportant le Ted Hendricks Award du meilleur defensive end universitaire, le Lombardi Award du meilleur lineman ou linebacker universitaire en plus de faire partie de l'équipe-type All-America qui réunit les meilleurs joueurs universitaires du pays.

### Carrière professionnelle

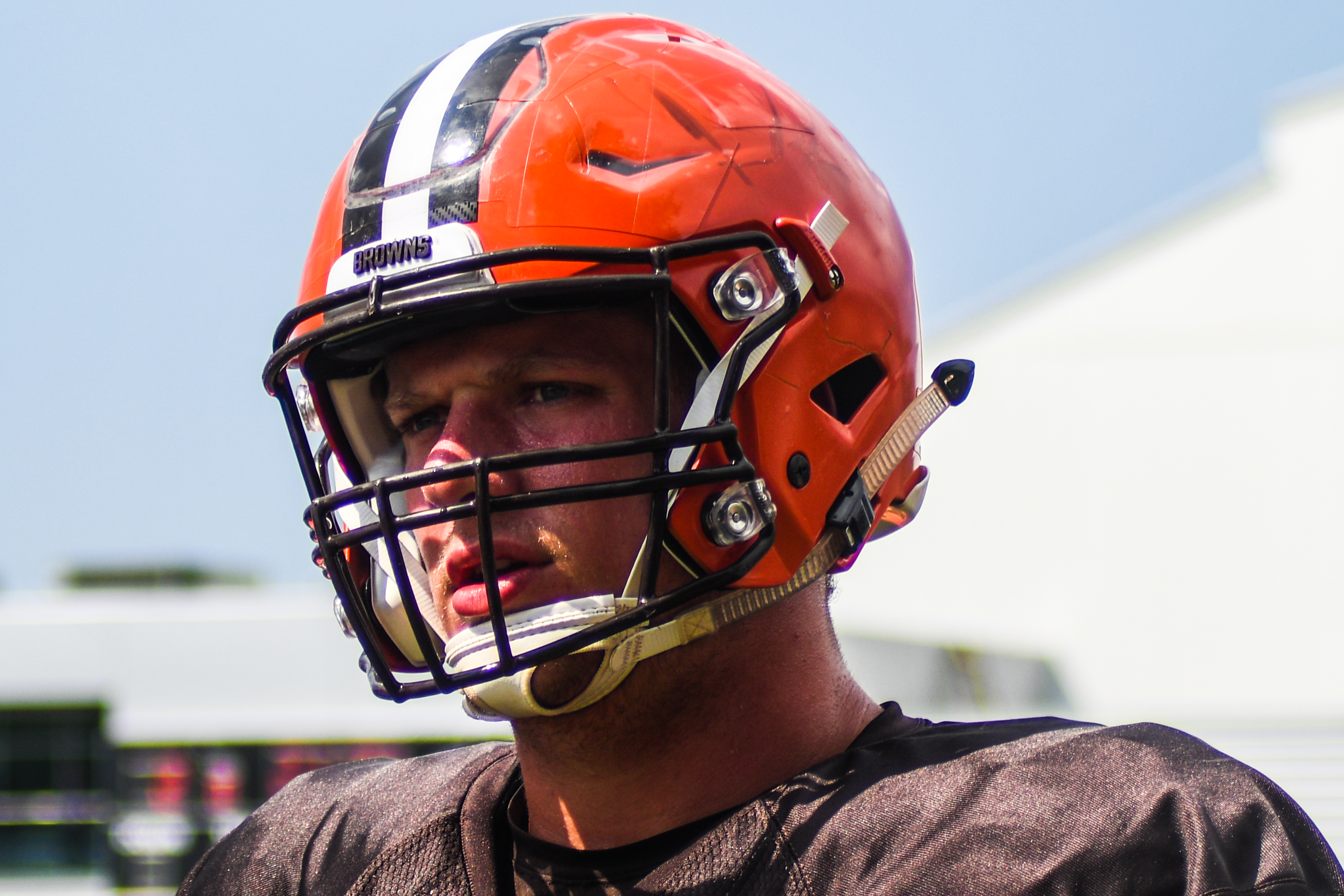
Carl Nassib.

Il est sélectionné par les Browns de Cleveland en 65e position, au troisième tour, de la draft 2016 de la National Football League (NFL). 
Après deux saisons avec les Browns, il est libéré par l'équipe le 2 septembre 2018, peu avant le début de la saison 2018. Il est réclamé le lendemain par les Buccaneers de Tampa Bay.
Il rejoint en mars 2020 les Raiders de Las Vegas en signant un contrat de 3 ans.

### Vie privée
En juin 2021, Nassib déclare son homosexualité sur son compte Instagram et devient le premier joueur actif de la NFL ouvertement gay,. Il annonce également faire don de 100 000 dollars à The Trevor Project, une association de prévention du suicide aux jeunes de la communauté LGBT,,,. 
Pour son coming out, il reçoit le soutien public du président des États-Unis Joe Biden, de la NFL, de son équipe des Raiders de Las Vegas et d'un certain nombre de joueurs. La NFL décide également de donner le même montant que le joueur à The Trevor Project.